# Wólka Wierzbicka
Wólka Wierzbicka (prononcé en polonais : [ˈvulka vjɛʐˈbit͡ska]) est une localité de la gmina de Lubycza Królewska du powiat de Tomaszów Lubelski dans la voïvodie de Lublin, situé dans l'est de la Pologne.
Le village se situe à environ 12 kilomètres à l'est de Lubycza Królewska (siège de la gmina), 22 kilomètres au sud-est de Tomaszów Lubelski (siège du powiat) et 126 kilomètres au sud-est de Lublin (capitale de la voïvodie).

## Administration
De 1975 à 1998, la localité était attachée administrativement à l'ancienne voïvodie de Zamość.

Depuis 1999, elle fait partie de la nouvelle voïvodie de Lublin.